# Ivachnová
Ivachnová (maďarsky Ivachnófalu) je obec na Slovensku v okrese Ružomberok, v centru Liptova. Žije v ní 760 obyvatel. První písemná zmínka o obci pochází z roku 1298.
V obci stojí římskokatolický kostel sv. Cyrila a Metoděje z roku 1993.

## Přírodní poměry
Obec se nachází na levém břehu Váhu, v centrální části Liptovské kotliny, asi osm kilometrů východně od Ružomberka. Severní okraj obce ohraničuje koryto řeky, z jižní potom silnice I/18 a slovenská dálnice D1. Rovinatý terén se na jihu vlní do předhůří Nízkých Tater, z nichž do obce teče Ivachnovský potok. Do správního území obce zasahuje část přírodní rezervace Ivachnovský luh.

## Galerie

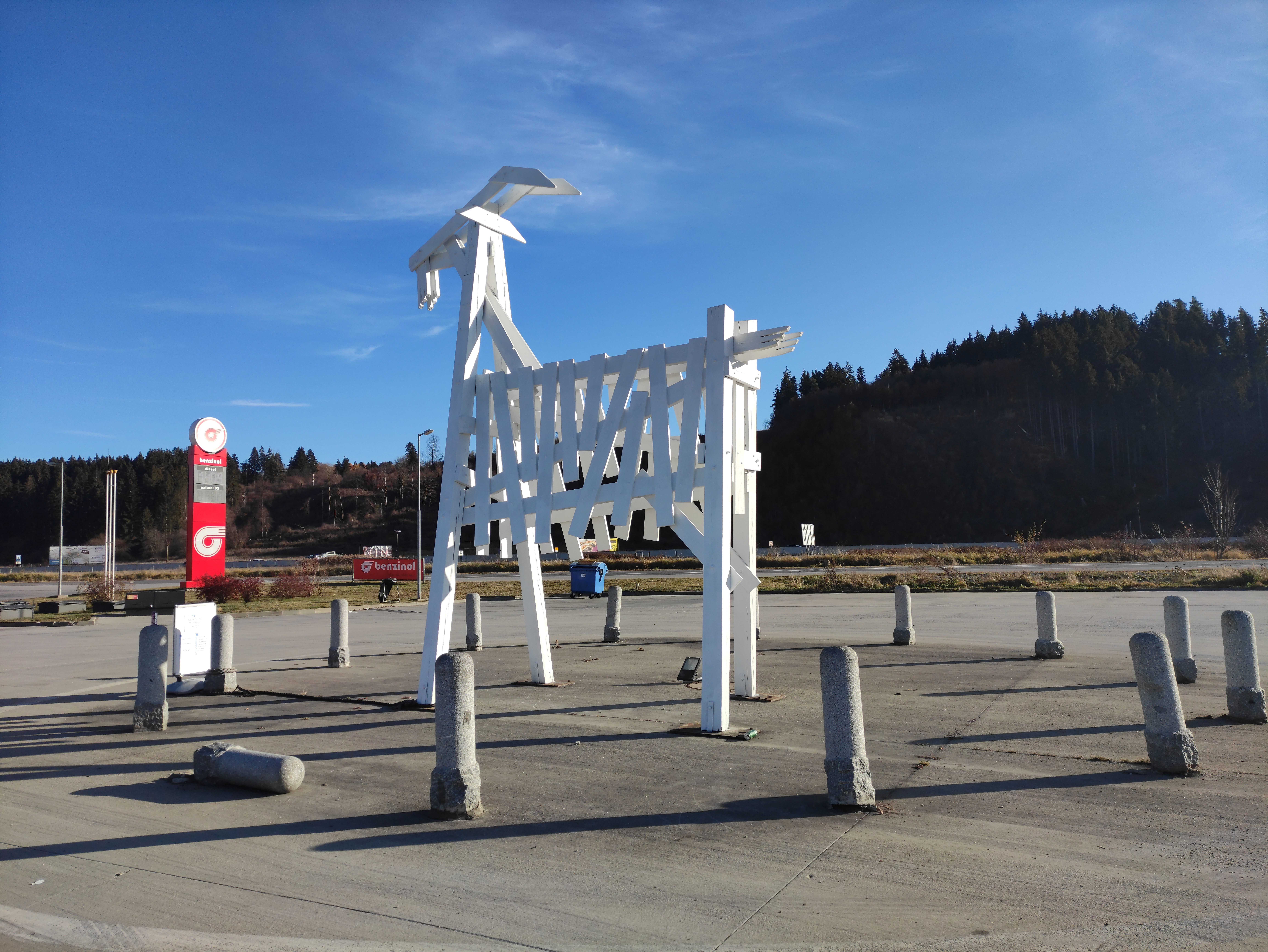
Socha Koza, Kozí vršek, Ivachnová